# 児童手当法
児童手当法（じどうてあてほう、昭和46年5月27日法律第73号）は、児童を養育している者に児童手当を支給することにより、家庭における生活の安定に寄与するとともに、次代の社会を担う児童の健全な育成および資質の向上に資することに関する法律である。

## 構成
- 第一章　総則（第1条―第3条）
- 第二章　児童手当の支給（第4条―第17条）
- 第三章　費用（第18条―第22条）
- 第四章　雑則（第23条―第31条）
- 附則